# Hospital de León
El Hospital Universitario de León es un centro sanitario de la ciudad española de León (provincia de León, comunidad autónoma de Castilla y León). Está situado al norte de la ciudad, junto a la Ronda Este. Surgido en 1990 tras la integración de los hospitales Princesa Sofía y Virgen Blanca, en 2000 comenzó un proceso de remodelación y ampliación en el que aún se encuentra inmerso.

## Localización
El hospital está situado en la zona norte de la capital leonesa, junto a la Ronda Este y cerca de la carretera de Asturias. Además de los vehículos privados, el acceso se puede realizar mediante transporte público, tanto taxi como autobuses urbanos; de éstos, son cuatro las líneas que tienen parada en el hospital:
 Armunia-Hospitales

 Puente Castro-Hospitales

 Estaciones-Eras de Renueva-Hospitales-El Ejido

 Estaciones-El Ejido-Hospitales-Eras de Renueva

## Historia
Los orígenes del hospital de León se encuentran en el hospital de San Antonio Abad. Éste fue fundado en 1084 como Hospital de Santa María, en relación con la catedral, y desde 1531 es conocido con el nombre de San Antonio Abad, regido por el cabildo catedralicio. A principios del siglo XX se estudia trasladar el complejo a las afueras de la ciudad y en 1922 se inauguró su nueva ubicación en los Altos de Nava.
En 1966, ante la necesidad de mejorar la asistencia sanitaria de la provincia, la Diputación Provincial de León compró el Hospital de San Antonio Abad y durante los dos años siguientes procedió a su reforma, siendo desde entonces el Hospital General de León, en funcionamiento hasta 1975. Sin embargo, su espacio pronto careció de las dimensiones necesarias para el pleno desarrollo de los servicios hospitalarios y ya durante su reforma se concibió un nuevo hospital. Para la localización de este último se eligieron unos terrenos colindantes al antiguo Hospital de San Antonio Abad y a la Residencia Virgen Blanca, construida por la Seguridad Social en 1968. Las obras del nuevo Hospital General Princesa Sofía comenzaron en 1972 y tres años después se procedía al traslado de enfermos desde el Hospital General y a su puesta en funcionamiento.
En 1990 se produjo la integración de ambos centros dando lugar a un complejo sanitario con un convenio de administración y gestión con el INSALUD, y en 1997 dicho complejo pasó a llamarse Hospital de León. Con el tiempo aumentaron el cuadro de médicos y de especialidades y en 2000, coincidiendo con el XXV aniversario del Hospital Princesa Sofía, comenzaron las obras de remodelación y ampliación del hospital cuya previsión es que se inauguren una vez pasadas las elecciones municipales de 2011, y tras las cuales el hospital alcanzará las 1100 plazas.

## Características

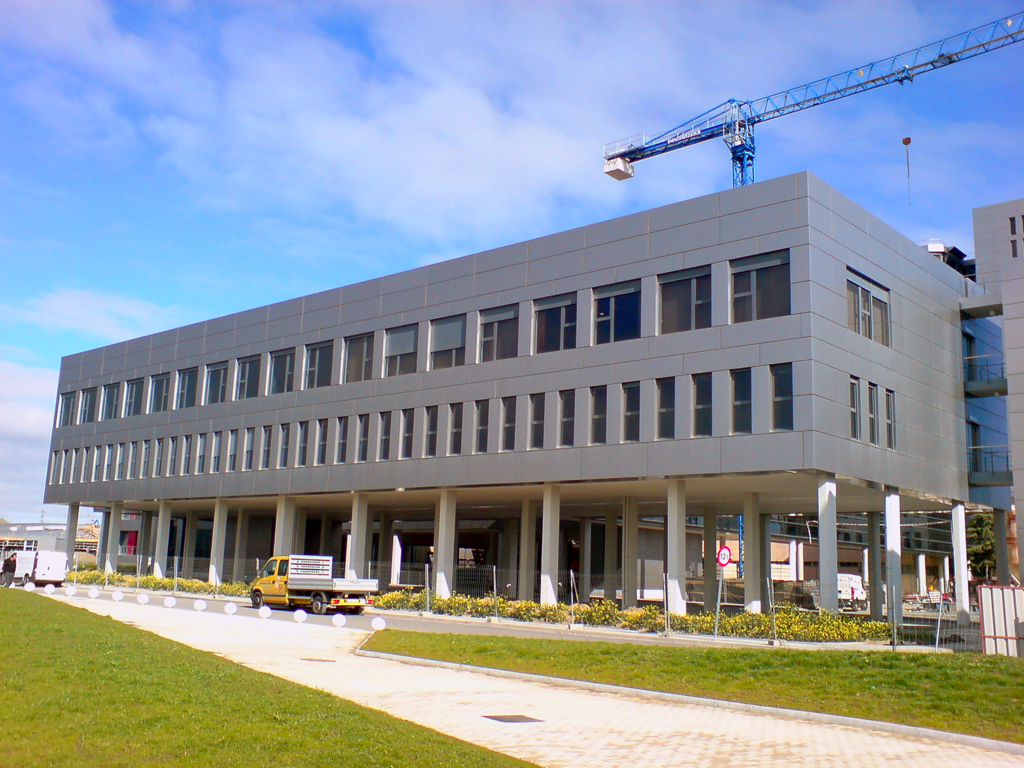
El hospital en su fase de remodelación

El hospital cuenta con 795 camas, 60 locales para consultas, 19 quirófanos, dos paritorios, 218 salas de radiodiagnóstico, 29 boxes de urgencia 16 camas de observación en urgencias. Aparte de los servicios sanitarios, el edificio ofrece cafetería, capilla, tanatorio y locales comerciales, entre otros.

## Servicios
Los servicios médicos que ofrece el hospital son los siguientes:
1. Alergología
2. Aparato digestivo
3. Cardiología
4. Dermatología
5. Endocrinología y nutrición
6. Geriatría
7. Ginecología
8. Hematología
9. Medicina interna
10. Nefrología
11. Neonatología
12. Neumología
13. Neurología
14. Neurofisiología
15. Obstetricia
16. Oftalmología
17. Oncología médica
18. Pediatría
19. Psicología
20. Psiquiatría
21. Reumatología
22. Traumatología
23. Unidad de cuidados intensivos
24. Unidad de cuidados paliativos

En cuanto a servicios quirúrgicos, el centro cuenta con los siguientes:
1. Anestesiología y reanimación
2. Angiología y cirugía vascular
3. Cirugía cardiovascular
4. Cirugía general
5. Cirugía maxilofacial
6. Cirugía plástica
7. Cirugía pediátrica
8. Dermatología y venereología
9. Neurocirugía
10. Obstetricia y ginecología
11. Oftalmología
12. Otorrinolaringología
13. Traumatología y cirugía ortopédica
14. Urología
15. Quirófano CMA
16. Unidad quirúrgica
17. Preparación quirúrgica
18. Quirófano cirugía menor

Otros servicios sanitarios y de atención son los de donación de sangre, hemodiálisis, rehabilitación, radiodiagnóstico, radioterapia, resonancia magnética o trabajadores sociales.